# Thunnini

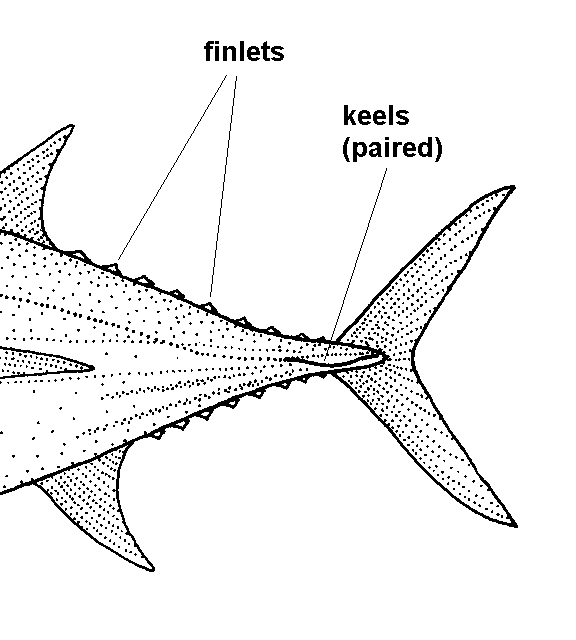
Diagrama da região caudal do patudo (Thunnus obesus) mostrando as pínulas (finlets) e quilhas. A pínulas ocorrem entre a última barbatana dorsal ou anal e a barbatana caudal. As pínulas não têm raios e não são retractáveis (ilustração de Tony Ayling).

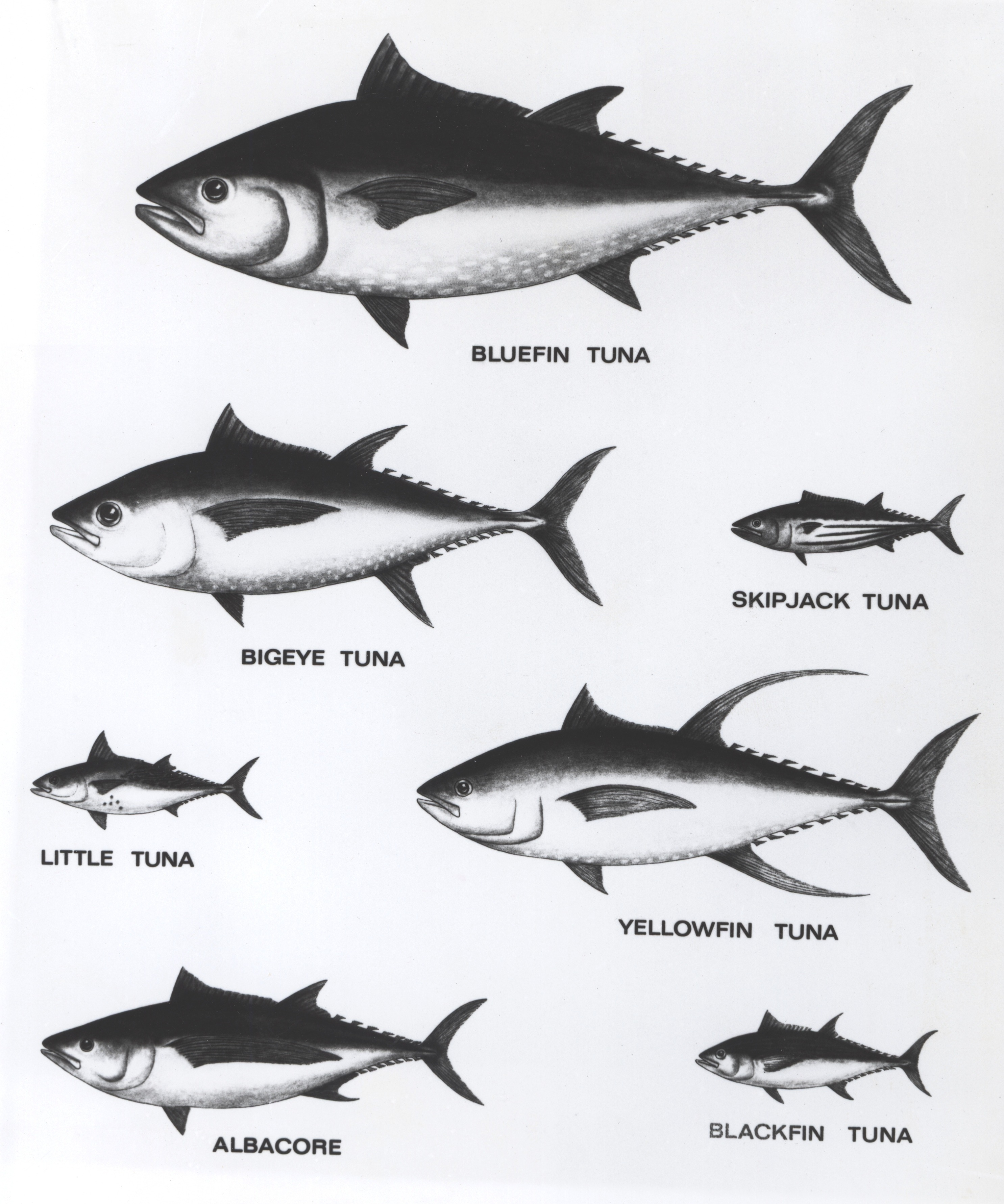
Tamanho relativo de várias espécies de atum, com o atum-rabilho (topo) com comprimento máximo de aproximadamente 5 m nesta amostra.

Thunnini (do latim medieval Thunnus, em grego clássico: θύννος; romaniz.: (thýnnos) – trad.: “atum” – de θύνω (thýnō), "corredor, rápido") é uma tribo de peixes perciformes de água salgada pertencente à família Scombridae que inclui as espécies conhecidas pelo nome comum de atuns. O agrupamento inclui 15 espécies pertencentes a 5 géneros, com comprimentos corporais adultos que variam entre os 50 cm e 1,8 kg na espécie Auxis rochei rochei (o atum-judeu) e 4,6 m e 684 kg de peso na espécie Thunnus thynnus (o atum-rabilho). A maior das espécies, o atum-rabilho, apresenta um comprimento médio de 2 m e vive pelo menos até aos 50 anos. Os sistemas circulatório e respiratório destes peixes apresentam características excepcionais, permitindo a manutenção de uma temperatura corporal superior à da água que os rodeia. Os atuns são predadores activos e ágeis, com uma morfologia corporal elegante e hidrodinâmica, que os coloca entre os peixes pelágicos mais rápidos: a albacora, por exemplo, é capaz de atingir velocidades de até 75 km/h. O grupo está presente nas águas tropicais e subtropicais de todos os oceanos, sendo objecto de intensa pescaria comercial e presas popular na pesca lúdica. Em resultado de sobrepesca, as populações de algumas espécies, entre as quais Thunnus maccoyii, foram conduzidas quase ao ponto de extinção.

## Descrição
Os membros da tribo Thunnini, os atuns, são peixes de formas robustos, afiladas e hidrodinâmicas, adaptados à natação veloz e a grandes migrações nas regiões pelágicas dos oceanos.
Apresentam duas barbatanas dorsais com curto espaçamento entre si, sendo a mais frontal "depressível", isto é, pode ser retraído, ficando recolhida num sulco que corre ao longo do dorso do animal. As espécies desta tribo apresentam 7 a 10 pínulas (pterigióforos) amareladas ao longo de cada um dos espaços entre as barbatanas dorsais e o pedúnculo caudal. A barbatana caudal é lunada, isto é curvada como uma lua crescente, terminando em pontas afiladas. O pedúnculo caudal, a que a cauda está ligado, é muito fino, homocercal (isto é, com os lobos superior e inferior aproximadamente simetricos e com a coluna vertebral próximo do centro da base), com três quilhas estabilizadoras horizontais de cada lado.
A face dorsal dos Thunnini é geralmente de coloração azul-escuro, com reflexos metálicos, enquanto a fave ventral ventral, ou inferior, é prateado ou esbranquiçada, para camuflagem.
O género mais relevante, Thunnus, apresenta uma distribuição natural ampla mas esparsa, com espécies distribuídas por todos os oceanos, em especial nas águas tropicais e temperadas, geralmente em latitudes que entre os 45° norte e sul da linha do equador.
Todos as espécies são capazes de manter a temperatura de certas partes do seu corpo acima da temperatura de água ambiente. Por exemplo, o rabilho pode manter uma temperatura corporal central de 25 ºC em água tão fria como 6 °C. No entanto, ao contrário dos "típicos" animais endotérmicos, como os mamíferos e aves, os atuns não mantêm a temperatura corporal dentro de uma faixa estreita de temperaturas.
Os Thunnini conseguem endotermia ao conservar o calor gerado através do metabolismo normal. Em todas as espécies, o coração opera à temperatura ambiente dado receber sangue arrefecido pela circulação coronária proveniente directamente das  guelras.  A estrutura vascular conhecida por rete mirabile ("rede maravilhosa"), o entrelaçamento de veias e artérias na periferia do corpo, permite que quase todo o calor metabólico do sangue venoso seja aproveitado e transferido para o sangue arterial através de um sistema que funciona como um verdadeiro permutador de calor em contra-fluxo, atenuando assim os efeitos do arrefecimento superficial resultante do contacto com a água fria ambiente.  Este mecanismo permite a elevação da temperatura dos tecidos musculares esqueléticos, que são altamente aeróbicos, dos olhos e do cérebro, o que permite maior velocidade de natação e redução no dispêndio energético, o que permite a estes peixes sobreviver em águas mais frias e num mais amplo conjunto de ambientes oceânicos do que a generalidade dos peixes.
Em consequência dessa adaptação à conservação de calor, ao contrário da maioria dos peixes, que têm carne branca, o tecido muscular dos Thunnini varia do rosa ao vermelho escuro. Os músculo vermelhos, os principais músculos miotomais, adquirem aquela coloração devido à presença de mioglobina, uma molécula de ligação ao oxigénio, que nestas espécies é expressa em quantidade muito maiores do que na maioria dos outros peixes. Ao receber sangue rico em oxigénio, estes músculos permitem um melhor fornecimento de energia para natação.
Para nadadores rápidos como Thunnini, como aliás ocorre com os golfinhos, a cavitação é um obstáculo à optimização da utilização energética, pois limita a velocidade máxima de natação. Mesmo que tivessem a força necesária para nadar mais depressa, estes animais podem ter de restringir a sua velocidade pois o colapso das bolhas de cavitação na sua cauda pode causar danos e, no caso dos golfinhos, dor. No caso dos Thunnini, a limitação de velocidade, pois, ao contrário dos golfinhos, não é limitada pela dor dado que estes peixes não sentem as bolhas pois possuem barbatanas ósseas sem terminações nervosas. Apesar disso, não podem nadar mais depressa pois a bolhas de cavitação criam um filme de vapor em torno das barbatanas que limita a sua velocidade. Foram encontradas lesões em atuns que são consistentes com danos causados por cavitação.

## Ciclo de vida e conservação

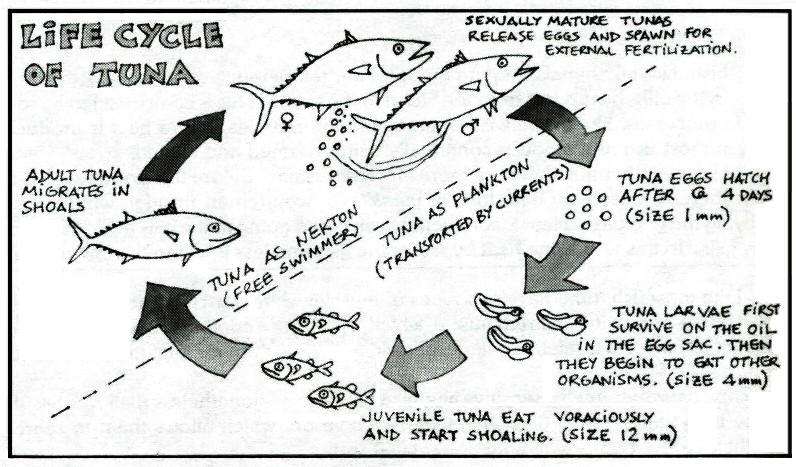
Ciclo de vida dos Thunnini.

A gestão das populações de Thunnini, com destaque para os grandes atuns pelágicos, está entregue a um conjunto de organismos internacionais constituídos pelos Estados ribeirinhos das diversas regiões oceânicas, a que se juntam, nalguns casos, os Estados de bandeira das grandes frotas atuneiras. Entre esses organismos destacam-se pela sua importância na gestão da pescaria: (1) a Western Central Pacific Ocean Fisheries Commission; (2) a Inter-American Tropical Tuna Commission; (3) a Indian Ocean Tuna Commission; (4) a International Commission for the Conservation of Atlantic Tunas; e (5) a Commission for the Conservation of Southern Bluefin Tuna.
As cinco organizações de regulação pesqueira acima referidas, conhecidas por organizações regionais de gestão da pesca do atum (em inglês: Tuna Regional Fisheries Management Organizations ou RFMOs), realizaram pela primeira vez uma sessão conjunta em Kobe, Japão, em Janeiro de 2007. Um conjunto de organizações não governamentais de ambiente apresentou propostas e comunicações sobre os riscos para as pescarias e para a conservação das espécies. A sessão foi concluída pela adopção de um plano de acção proposto por mais de 60 Estados ou áreas. Entre as medidas concretas adoptadas inclui-se a emissão de certificados de origem para prevenir a pesca ilegal e a promoção de maior transparência no estabelecimento de quotas de pesca regionais e entre Estados e frotas. Os delegados decidiram voltar a encontrar-se no início de 2009 na Europa, reunião que se realizou de 29 de Junho a 3 de Julho de 2009 em San Sebastian, Espanha, como a Second Joint Meeting of Tuna RFMOs.
Em 2010, a organização não-governamental de ambiente Greenpeace International adicionou diversas espécies à sua lista vermelha das espécies em risco de extinção, entre as quais a albacora (Thunnus alalunga), o patudo (Thunnus obesus), o atum-do-pacífico (Thunnus orientalis), o rabilho (Thunnus thynnus), o atum-do-sul (Thunnus maccoyii) e o galha-à-ré (Thunnus albacares). Essas espécies passaram a integrar a «lista vermelha» das espécies marinhas que os consumidores devem evitar adquirir.
A «lista vermelha» de produtos do mar elaborada pela Greenpeace International (a Greenpeace International Seafood Red List) é uma lista de peixes e outros produtos do mar que são comumente vendidos em supermercados em todo o mundo e que têm um risco muito elevado de ser provenientes de pescarias insustentáveis.
Os dados disponíveis indicam que o atum-rabilho tem sido atingido severamente por sobrepesca, estendo em consequªencia alguns dos seus stocks em risco de colapso populacional.
De acordo com a International Seafood Sustainability Foundation (uma parceria sem fins lucrativos de natureza global entre a indústria conserveira, cientistas e o World Wide Fund for Nature), as populações de galha-à-ré do Oceano Índico, de patudo do Oceano Pacífico(populações orientais e ocidentais) e de albacora do Oceano Atlântico são todas vítimas de sobrepesca.
Em Abril de 2009, nenhum stock de bonito (Katsuwonus pelamis), uma espécie cujas capturas representam cerca de 60% de todo o atum pescado mundialmente, estava considerada como em sobrepesca. Contudo, o documentário da BBC intitulado South Pacific, emitido pela primeira vez em Maio de 2009, afirmava que, continuasse a pescaria no Pacífico ao ritmo que então se verificava, as populações de todas as espécies de atum poderiam colapsar naquele oceano em cerca e 5 anos. Aquele documentário salientava que os enormes navios de pesca de atum japoneses e europeus eram enviados para as águas internacionais do Pacífico Sul em consequência da sobrepesca dos seus próprios stocks populacionais de peixe os terem levado ao ponto de colapso.
Um relatório de avaliação de pesca do atum elaborado com os dados estatísticos de 2010, lançado em janeiro de 2012 pela Secretariado da Comunidade do Pacífico (Secretariat of the Pacific Community ou SPC), apoia as conclusões acima, recomendando que todas as pescarias de atum devem ser reduzidas ou limitadas aos níveis actuais e que devem ser considerados limites à pesca do gaiado.

## Taxonomia

Comprimento máximo reportado para as diversas espécies de Thunnus (cm)

Os dados de biologia molecular disponíveis confirmam que a tribo Thunnini é um clade monofilético que compreende 15 espécies agrupadas em 5 géneros:
- Família Scombridae
  - Tribo Thunnini: verdadeiros atuns
    - Género Allothunnus: atum-foguete
    - Género Auxis: chapoutos e judeus
    - Género Euthynnus: mermas
    - Género Katsuwonus: gaiados
    - Género Thunnus: albacoras, atuns verdadeiros
      - subgénero Thunnus (Thunnus): rabilho
      - subgénero Thunnus (Neothunnus): galha-à-ré

O cladograma que se segue permite visualizar e comparar as relações evolucionárias entre os diversos táxons relacionados, devendo ser lido da esquerda para a direita como se fosse uma linha cronológica. O cladograma ilustra a relação ente os Thunnini (os atuns-verdadeiros) e as outras tribos da família Scombridae. Por ele se pode concluir que o gaiado (Katsuwonus pelamis) está evolucionariamente mais próximo dos verdadeiros atuns do que o atum-foguete (Allothunnus fallai) , o mais primitivo dos atuns. Também se mostra que os parentes mais próximos dos Thunnini são os bonitos da tribo Sardini.

### GéneroThunnus(atuns-verdadeiros)
Os "verdadeiros" atuns são as espécies pertencentes ao géneros Thunnus, o qual até recentemente se considerava agrupar sete espécies, aumentando para oito espécies quando em 1999 foi estabelecido, com base em considerações moleculares e morfológicas que as espécies de atum-rabilho do Oceano Atlântico (Thunnus thynnus) e do Oceano Pacífico (Thunnus orientalis) não eram subespécies de uma única espécie, mas espécies distintas.
O género Thunnus é em geral classificado em dois subgéneros: Thunnus (Thunnus) (o grupo do atum-rabilho) e Thunnus (Neothunnus) (o grupo do galha-à-ré).
| Thunnus, os verdadeiros atuns                   | Thunnus, os verdadeiros atuns             | Thunnus, os verdadeiros atuns             | Thunnus, os verdadeiros atuns             | Thunnus, os verdadeiros atuns             | Thunnus, os verdadeiros atuns             | Thunnus, os verdadeiros atuns             | Thunnus, os verdadeiros atuns             | Thunnus, os verdadeiros atuns             |
| Nome comum                                      | Nome científico                           | Comprimento máximo                        | Comprimento comum                         | Peso máximo                               | Idade máxima                              | Nível trófico                             | Fonte                                     | Estado IUCN                               |
| Thunnus (Thunnus) – grupo do atum-rabilho       | Thunnus (Thunnus) – grupo do atum-rabilho | Thunnus (Thunnus) – grupo do atum-rabilho | Thunnus (Thunnus) – grupo do atum-rabilho | Thunnus (Thunnus) – grupo do atum-rabilho | Thunnus (Thunnus) – grupo do atum-rabilho | Thunnus (Thunnus) – grupo do atum-rabilho | Thunnus (Thunnus) – grupo do atum-rabilho | Thunnus (Thunnus) – grupo do atum-rabilho |
| ----------------------------------------------- | ----------------------------------------- | ----------------------------------------- | ----------------------------------------- | ----------------------------------------- | ----------------------------------------- | ----------------------------------------- | ----------------------------------------- | ----------------------------------------- |
| Albacora                                        | T. alalunga (Bonnaterre, 1788)            | 1,4 m                                     | 1,0 m                                     | 60,3 kg                                   | 9–13 anos                                 | 4,31                                      | [26][27]                                  | Quase ameaçado[27]                        |
| Atum-do-sul                                     | T. maccoyii (Castelnau, 1872)             | 2,45 m                                    | 1,6 m                                     | 260 kg                                    | 20–40 anos                                | 3,93                                      | [5][28]                                   | Em perigo crítico[5]                      |
| Patudo                                          | T. obesus (Lowe, 1839)                    | 2,5 m                                     | 1,8 m                                     | 210 kg                                    | 5–16 anos                                 | 4,49                                      | [29]                                      | Vulnerável                                |
| Rabilho-do-pacífico                             | T. orientalis (Temminck & Schlegel, 1844) | 3,0 m                                     | 2,0 m                                     | 450 kg                                    | 15–26 anos                                | 4,21                                      | [30]                                      | Pouco preocupante                         |
| Atum-rabilho                                    | T. thynnus (Linnaeus, 1758)               | 4,6 m                                     | 2,0 m                                     | 684 kg                                    | 35–50 anos                                | 4,43                                      | [31]                                      | Em perigo                                 |
| Thunnus (Neothunnus) – grupo do atum-galha-à-ré |                                           |                                           |                                           |                                           |                                           |                                           |                                           |                                           |
| Atum-negro                                      | T. atlanticus (Lesson, 1831)              | 1,1 m                                     | 0,7 m                                     | 22,4 kg                                   |                                           | 4,13                                      | [32]                                      | Pouco preocupante                         |
| Atum-do-índico                                  | T. tonggol (Bleeker, 1851)                | 1.45 m                                    | 0,7 m                                     | 35,9 kg                                   | 18 anos                                   | 4,50                                      | [33]                                      | Data deficient                            |
| Albacora                                        | T. albacares (Bonnaterre, 1788)           | 2,4 m                                     | 1,5 m                                     | 200 kg                                    | 5–9 anos                                  | 4,34                                      | [34]                                      | Quase ameaçado                            |